# Edwin Graves
Edwin Darius "Ed" Graves, Jr. (Chesapeake City, Maryland, 10 de juliol de 1897 - Scituate, Massachusetts, 29 d'abril de 1986) va ser un remer estatunidenc que va competir a començaments del segle xx.
El 1920 va prendre part en els Jocs Olímpics d'Anvers, on guanyà la medalla d'or en la competició del vuit amb timoner del programa de rem. El juny de 1920 es graduà a l'Acadèmia Naval dels Estats Units. Es retirà, com a capità, el 1950.